# Marathókampos
Marathókampos (Marathokampos) är en ort i Grekland.   Den ligger i prefekturen Nomós Sámou och regionen Nordegeiska öarna, i den östra delen av landet, 260 km öster om huvudstaden Aten. Marathókampos ligger 240 meter över havet och antalet invånare är 1 069. Den ligger på ön Samos.
Terrängen runt Marathókampos är huvudsakligen kuperad, men västerut är den bergig. Havet är nära Marathókampos söderut. Närmaste större samhälle är Néon Karlovásion, 7,4 km norr om Marathókampos. 